# مولهایم ان در موزل
مولهایم ان در موزل (به آلمانی: Mülheim an der Mosel) یک شهر در آلمان است که در برنکاستل-ویتلیش واقع شده‌است. مولهایم ان در موزل ۹۷۳ نفر جمعیت دارد.